# Cetatea Pâncota
Cetatea turcească Pâncota este o cetate de pământ cu șanț exterior, relativ bine conservată, amplasată în estul orașului Pâncota (județul Arad). Situl arheologic aferent este monument istoric, cu cod LMI AR-I-s-A-00447 și cod RAN 9663.01.

## Descoperire arheologică
Situl a fost cunoscut încă în secolul al XIX-lea, când au fost efectuate o serie de săpături amatoricești care au scos la iveală, în interiorul cetății, ruinele unei biserici, incinta acesteia și peste 60 de morminte din cimitirul exterior. În urma acestor intervenții au fost realizate câteva desene sumare, din care rezultă mai multe variante planimetrice ale unui lăcaș de cult înzestrat cu o excepțională decorație parietală. 
Multe decenii pierdută, niciodată prelucrată în mod științific, această "documentație" a fost recuperată parțial de Zsuzsanna Heitel care, pe baza unei minuțioase analize a detaliilor constructive și artistice, a avansat ipoteza că biserica de la Pâncota are analogii perfecte în arhitectura sud-dunăreană din secolele X-XI, reprezentând astfel o importantă verigă în transferul acesteia spre Europa Centrală.
Între anii 2000-2006 au fost efectuate cinci campanii de săpături arheologice în urma cărora a fost redescoperit planul bisericii arhidiaconale cu o parte a cimitirului din jur, iar în ultima campanie a fost secționat valul de pământ, care a conservat doar urme medievale. Colectivul care coordonează săpăturile este format din Dana Marcu-Istrate – responsabil științific, Ioan Fedor Pascu (SC Damasus SRL), Zsuzsanna Heitel (Institutul de Istoria Artei București), George Pascu Hurezan, Florin Mărginean și Zsuzsanna Kopeczny (Complexul Muzeal Arad).
1. ↑  „DAMASUS SRL - Date firmă (CUI: 12790086)”. Targetare.ro. Accesat în 1 mai 2023.